# SK Polaban Nymburk
SK Polaban Nymburk je jedním z nejstarších českých fotbalových klubů. Byl založen v roce 1900 jako SK Nymburk. První zápas odehrál na podzim téhož roku proti SK Český Brod a zvítězil v něm 3:0. Od roku 1902 nesl klub název Polaban. Největších úspěchů dosáhl v 40. letech, když ve třech sezonách (1941/42, 1943/44 a 1945/46) hrál nejvyšší fotbalovou soutěž. Celková ligová bilance Polabanu Nymburk činí 66 zápasů, 16 výher, 13 remíz , 37 proher, skóre 148:223. Nejvíce ligových startů i vstřelených gólů si připsal Josef Pajkrt, který ve 64 zápasech dal 39 branek. V současné době hraje klub I. A třídu Středočeského kraje.

## Historické názvy
- SK Nymburk (1900-1901)
- SK Polaban Nymburk (1902-1948)
- Lokomotiva Nymburk (1949-1952)
- ČSD Nymburk (1952-1953)
- Lokomotiva Nymburk (1953-1991)
- Polaban Nymburk (1991-2005)
- SK POLABAN Nymburk (od 2005)